# Dienstlicher Verweis
Ein dienstlicher Verweis ist im Arbeitsrecht oder Beamtenrecht eine disziplinarrechtliche Maßnahme des Arbeitgebers oder Dienstherrn gegenüber Arbeitnehmern oder Beamten in Schriftform.

## Allgemeines
Das Wort Verweis stammt aus dem althochdeutschen Verb farwizan und dem mittelhochdeutschen verwizen, was so viel wie „tadeln, vorwerfen“ oder „jemand etwas zurechnen, die Schuld geben“ bedeutet. Der Philologe Joseph Kehrein verstand 1853 unter dem Verweis „jemanden etwas Geschehenes mit Worten strafend bemerklich machen“. Dieser Begriffsinhalt ist bis heute erhalten. 
Der österreichische Rechtswissenschaftler Marlon Possard definiert den Begriff Verweis im Sinne des Dienstrechts als "formalisierter und schriftlicher Impuls zur Verhaltensreflexion [...], mit dem ein Dienstherr ein pflichtwidriges Verhalten dienstlich registriert, ohne es zu sanktionieren – jedoch mit der erklärten Intention, zukünftige dienstliche Kohärenz und Integrität der betroffenen Person herzustellen".
Für Reaktionen des Arbeitgebers auf Pflichtverstöße der Arbeitnehmer werden in der Praxis mindestens 26 verschiedene Begriffe verwendet. Der Verweis als einer hiervon ist die Folge von vorsätzlichen Dienstpflichtverletzungen, Verletzungen der Arbeitspflicht oder Fehlverhalten, die ein Dienstvergehen darstellen. Zur Sanktionierung von Dienstvergehen steht dem Arbeitgeber oder Dienstherrn ein – nach Schwere aufsteigender – Katalog von Disziplinarmaßnahmen zur Verfügung, von denen die schwächsten keine Kündigungsandrohung enthalten und deshalb auch nicht ausreichen, um hierauf eine verhaltensbedingte Kündigung zu stützen. Das Bundesarbeitsgericht (BAG) äußerte sich im Oktober 1989 nur zu wenigen Disziplinarmaßnahmen: „Auf Verstöße des Arbeitnehmers gegen seine arbeitsvertraglichen Pflichten kann der Arbeitgeber mit individualrechtlichen Mitteln, einer Abmahnung, einer Versetzung, einer Kündigung oder einer vereinbarten Vertragsstrafe reagieren“. Sanktionen für Verstöße, die über die individualrechtlichen Möglichkeiten des Arbeitgebers hinausgingen, seien nur als Betriebsbußen möglich. Während das Arbeitsrecht keine Rechtsnormen über den Verweis oder andere Disziplinarmaßnahmen kennt, gibt es im Beamtenrecht einen abschließenden Katalog von Maßnahmen, die analog auch im privaten Arbeitsrecht (siehe Disziplinarmaßnahme (Privatwirtschaft)) Anwendung finden.
Diese sind seit Januar 2002 im Bundesdisziplinargesetz (BDG) geregelt, das nur für Bundesbeamte gilt. In den Bundesländern wird das Disziplinarrecht für Landesbeamte in jeweils eigenen Gesetzen geregelt, die trotz zum Teil abweichendem Recht in Detailfragen dem gleichen Konzept folgen. Ausgangspunkt disziplinarrechtlicher Überlegungen des BDG ist stets, dass Beamte ein Dienstvergehen begehen, wenn sie schuldhaft die ihnen obliegenden Pflichten verletzen. Liegen hinreichende tatsächliche Anhaltspunkte dafür vor, hat der Dienstherr die Pflicht, ein Disziplinarverfahren einzuleiten und in diesem Verfahren den maßgeblichen Sachverhalt zu ermitteln. Bei Abschluss der Ermittlungen hat er zu entscheiden, ob das Verfahren eingestellt oder eine Disziplinarmaßnahme notwendig wird.

## Arten
Schwächste disziplinarrechtliche Maßnahme ist die Anhörung, nächsthöhere die Verwarnung, es folgt der Verweis. Alle drei gehören zu den Betriebsbußen, die die Sicherheit und Ordnung im Betrieb aufrechterhalten sollen, indem sie gemeinschaftsschädigendes Verhalten bestrafen. Sie kommen zum Einsatz, wenn Arbeitnehmer gegen verbindliche Verhaltensregelungen zur Sicherung des ungestörten Arbeitsablaufs oder des reibungslosen Zusammenlebens der Arbeitnehmer verstoßen.
Neben dem (einfachen) Verweis gibt es noch den schweren Verweis und (bei der Bundeswehr) den strengen Verweis. Während der einfache Verweis auch mündlich unter Zeugen ausgesprochen und dann aktenkundig gemacht werden kann, ahndet ein schwerer Verweis grobe Verstöße gegen die Arbeitspflicht. Welcher der Verweisarten im Einzelfall zur Anwendung kommt, ist abhängig von dem im beamtenrechtlichen Disziplinarverfahren geltenden – und im Arbeitsrecht analog anzuwendenden – Schuldprinzip und dem Grundsatz der Verhältnismäßigkeit (Übermaßverbot). Danach muss die gegen den Beamten/Arbeitnehmer ausgesprochene Disziplinarmaßnahme unter Berücksichtigung aller belastenden und entlastenden Umstände des Einzelfalls in einem gerechten Verhältnis zur Schwere des Dienstvergehens und zum Verschulden des Beamten/Arbeitnehmers stehen. Zunächst soll bei einem Beamten/Arbeitnehmer die niedrigste Disziplinarmaßnahme eingesetzt werden, bei wiederholten Verstößen kommen dann strengere zum Einsatz. Missbilligende verbale Äußerungen (Belehrungen, Warnungen, Verwarnungen oder Rügen), die nicht ausdrücklich als Verweis bezeichnet werden, gelten nicht als Disziplinarmaßnahmen.

## Inhalt
Pflichtbestandteile des Verweises sind der Arbeitgeber, Dienstherr und Dienststelle/Abteilung, dem Arbeitnehmer vorgeworfenes Fehlverhalten durch Schilderung des Sachverhalts (Verstöße gegen Arbeits- oder Dienstanweisungen, Gesetze), Hinweise zur korrekten Erfüllung der obliegenden Arbeitspflichten und die Gelegenheit zum rechtlichen Gehör. Letzteres ergibt sich aus § 82 Abs. 1 BetrVG, wonach der Arbeitnehmer das Recht hat, in betrieblichen Angelegenheiten, die seine Person betreffen, von den hierfür zuständigen Personen gehört zu werden. Verweise sind schriftlich abzufassen und vom Disziplinarvorgesetzten zu unterzeichnen. In Verweisen darf keine Kündigungsandrohung für den Wiederholungsfall enthalten sein, weil es sich dann um eine Abmahnung handelt, auch wenn sie mit „Verweis“ überschrieben ist. Schriftliche Verweise und die etwaigen Gegendarstellungen des Arbeitnehmers kommen zur Personalakte.
Nach dem in der DDR zwischen April 1961 und Juni 1977 geltenden „Gesetzbuch der Arbeit“ (GBA) kam ein Verweis gemäß § 109 Abs. 1 GBA dann in Betracht, wenn „der erzieherische Zweck ohne den Anspruch einer Disziplinarmaßnahme nicht erreicht werden [konnte], der schuldhafte Arbeitspflichtverstoß aber nicht so disziplinwidrig war, dass es … eines strengen Verweises als der letzten Disziplinarmaßnahme vor der fristlosen Entlassung [bedurfte]“.

## Beamte
Nach der abschließenden Aufzählung in § 5 Abs. 1 BDG stellt der Verweis die mildeste Art der Pflichtenmahnung dar. Gemäß der Legaldefinition des § 6 BDG ist der Verweis der schriftliche Tadel eines bestimmten Verhaltens des Beamten. Das nach § 6 BDG ebenfalls zu berücksichtigende Persönlichkeitsbild beruht auf den persönlichen Verhältnissen und dem sonstigen dienstlichen Verhalten des Beamten. Die Entscheidung über eine Disziplinarmaßnahme ergeht gemäß § 13 Abs. 1 BDG nach pflichtgemäßem Ermessen, wobei die Disziplinarmaßnahme nach der Schwere des Dienstvergehens zu bemessen ist. Formell muss eine Disziplinarverfügung den Zuständigkeits-, Form- und Begründungserfordernissen des § 33 Abs. 1, 2 und 6 BDG entsprechen. Nach § 33 Abs. 2 BDG ist jeder Dienstvorgesetzte zu Verweisen und Geldbußen gegen die ihm unterstellten Beamten befugt. Dabei ist rechtliches Gehör nach § 24 Abs. 3 BDG zu gewähren. Das Gebot der Gehörsgewährung vermittelt dem Beamten ein Recht auf Beweisteilhabe, insbesondere das Recht auf Zugang zu den Quellen der Sachverhaltsermittlung. Das gilt im behördlichen Disziplinarverfahren gemäß § 24 Abs. 4 BDG nicht nur bei der Vernehmung von Zeugen und Sachverständigen. Für die gemäß § 24 Abs. 1 Satz 2 Nr. 2 BDG zulässige Einholung schriftlicher Äußerungen muss Entsprechendes gelten.
Die Disziplinarmaßnahmen des Verweises, der Geldbuße, der Kürzung der Dienstbezüge und der Kürzung des Ruhegehalts können die Dienstvorgesetzten durch eine so genannte Disziplinarverfügung aussprechen. Sie ist ein Verwaltungsakt, der mit den Rechtsbehelfen und Rechtsmitteln des Widerspruchs, der Anfechtungsklage und – unter bestimmten Voraussetzungen – der Berufung und der Revision angefochten werden kann.

## Soldaten
Nach § 23 Abs. 1 WDO ist der Verweis der förmliche Tadel eines bestimmten pflichtwidrigen Verhaltens des Soldaten, der strenge Verweis ist ein Verweis, der vor der Truppe bekannt gemacht wird (§ 23 Abs. 2 WDO). Missbilligende Äußerungen eines Disziplinarvorgesetzten, die nicht ausdrücklich als Verweis oder strenger Verweis bezeichnet werden (Belehrungen, Warnungen, Zurechtweisungen oder ähnliche Maßnahmen), sind nach § 23 Abs. 3 WDO keine Disziplinarmaßnahmen. Dies gilt auch dann, wenn sie mit einer Entscheidung verbunden werden, mit welcher der Disziplinarvorgesetzte oder die Einleitungsbehörde ein Dienstvergehen feststellt, von der Verhängung einer Disziplinarmaßnahme oder der Einleitung eines gerichtlichen Disziplinarverfahrens aber absieht.

## Bedeutung
Einer Statistik des BMI zufolge gab es im Jahre 2015 lediglich gegen 0,141 % aller Bundesbeamtinnen und -beamten eine Disziplinarmaßnahme, wobei gegen 0,058 % eine Geldbuße, 0,039 % eine Kürzung der Dienstbezüge und gegen 0,036 % ein Verweis ausgesprochen wurde. Die meisten Bediensteten erhielten demnach Geldstrafen.